# Liste der Bodendenkmäler in Pentling
Auf dieser Seite sind die Bodendenkmäler in der Oberpfälzer Gemeinde Pentling zusammengestellt. Diese Tabelle ist eine Teilliste der Liste der Bodendenkmäler in Bayern. Grundlage ist die Bayerische Denkmalliste, die auf Basis des Bayerischen Denkmalschutzgesetzes vom 1. Oktober 1973 erstmals erstellt wurde und seither durch das Bayerische Landesamt für Denkmalpflege geführt wird. Die folgenden Angaben ersetzen nicht die rechtsverbindliche Auskunft der Denkmalschutzbehörde.

## Bodendenkmäler der Gemeinde Pentling

### Gemarkung Graßlfing
| Lage                 | Objekt | Akten-Nr.     | Bild |
| -------------------- | --- | ------------- | ---- |
| Graßlfing (Standort) | Bestattungsplatz vor- und frühgeschichtlicher Zeitstellung oder des Mittelalters bzw. der frühen Neuzeit. | D-3-7038-0298 |      |
| Graßlfing (Standort) | Archäologische Befunde des Mittelalters und der frühen Neuzeit im Bereich der Katholischen Filialkirche St. Nikolaus in Graßlfing, darunter die Spuren von Vorgängerbauten bzw. älteren Bauphasen.                                                              | D-3-7038-0438 |      |
| Graßlfing (Standort) | Siedlung vor- und frühgeschichtlicher Zeitstellung. | D-3-7038-0439 |      |
| Graßlfing (Standort) | Siedlungen der Linearbandkeramik, der Stichbandkeramik, der Bronzezeit, der mittleren Bronzezeit, der Urnenfelderzeit, der Hallstattzeit, der Latènezeit, der späten Latènezeit, der römischen Kaiserzeit, wohl eine villa rustica, und des hohen Mittelalters. | D-3-7038-0442 |      |
| Graßlfing (Standort) | Siedlungen vorgeschichtlicher Zeitstellung, darunter des Jungneolithikums und der römischen Kaiserzeit. | D-3-7038-0443 |      |
| Graßlfing (Standort) | Villa rustica der römischen Kaiserzeit sowie Siedlungen des Neolithikums, darunter der Linearbandkeramik, und der Latènezeit. | D-3-7038-0444 |      |
| Graßlfing (Standort) | Siedlungen des Neolithikums, der Urnenfelderzeit, der Latènezeit, der späten Latènezeit und des hohen Mittelalters. | D-3-7038-0445 |      |
| Graßlfing (Standort) | Villa rustica der römischen Kaiserzeit, Siedlungen des Neolithikums, darunter der Linearbandkeramik, der Bronzezeit, der Urnenfelderzeit, der Hallstattzeit, der Latènezeit und der späten Latènezeit.                                                          | D-3-7038-0446 |      |
| Graßlfing (Standort) | Siedlungen des Neolithikums, der Bronzezeit, der mittleren Bronzezeit, wohl der Urnenfelderzeit und wohl der römischen Kaiserzeit. | D-3-7038-0447 |      |
| Graßlfing (Standort) | Siedlung vorgeschichtlicher Zeitstellung. | D-3-7038-0448 |      |
| Graßlfing (Standort) | Siedlung vor- und frühgeschichtlicher Zeitstellung. | D-3-7038-0449 |      |
| Graßlfing (Standort) | Siedlung vor- und frühgeschichtlicher Zeitstellung und ein Kreisgraben als Hinweis auf ein Gräberfeld vor- und frühgeschichtlicher Zeitstellung. | D-3-7038-0450 |      |

### Gemarkung Graß
| Lage            | Objekt                                                    | Akten-Nr.     | Bild |
| --------------- | --------------------------------------------------------- | ------------- | ---- |
| Graß (Standort) | Bestattungsplatz der mittleren Bronzezeit mit Grabhügeln. | D-3-7038-0112 |      |
| Graß (Standort) | Vorgeschichtlicher Bestattungsplatz mit Grabhügeln.       | D-3-7038-0113 |      |

### Gemarkung Hohengebraching
| Lage                       | Objekt | Akten-Nr.     | Bild |
| -------------------------- | --- | ------------- | ---- |
| Hohengebraching (Standort) | Villa rustica der römischen Kaiserzeit. | D-3-7038-0125 |      |
| Hohengebraching (Standort) | Siedlungen der Jungsteinzeit (Linearbandkeramik) und der vorgeschichtlichen Metallzeiten. | D-3-7038-0297 |      |
| Hohengebraching (Standort) | Vorgeschichtliches Grabhügelfeld mit etwa 40 Hügeln, daraus Funde der Bronzezeit. | D-3-7038-0424 |      |
| Hohengebraching (Standort) | Ein vorgeschichtlicher Grabhügel. | D-3-7038-0425 |      |
| Hohengebraching (Standort) | Archäologische Befunde des Mittelalters und der frühen Neuzeit im Bereich des Schlosses und der Katholischen Pfarrkirche Mariä Himmelfahrt in Hohengebraching, darunter die Spuren von Vorgängerbauten bzw. älterer Bauphasen. | D-3-7038-0478 |      |
| Hohengebraching (Standort) | Mittelpaläolithische Freilandstation. | D-3-7038-0492 |      |

### Gemarkung Matting
| Lage               | Objekt                                                                          | Akten-Nr.     | Bild |
| ------------------ | ------------------------------------------------------------------------------- | ------------- | ---- |
| Matting (Standort) | Wüstung Iratting.                                                               | D-3-7038-0089 |      |
| Matting (Standort) | Frühmittelalterliches Reihengräberfeld.                                         | D-3-7038-0093 |      |
| Matting (Standort) | Abri ( I 76) mit Funden der Urnenfelderzeit.                                    | D-3-7038-0094 |      |
| Matting (Standort) | Siedlungen der Jungsteinzeit und der Latènezeit.                                | D-3-7038-0098 |      |
| Matting (Standort) | Mesolithische Freilandstation, Siedlungen der Jungsteinzeit und der Latènezeit. | D-3-7038-0494 |      |

### Gemarkung Neudorf
| Lage               | Objekt | Akten-Nr.     | Bild |
| ------------------ | --- | ------------- | ---- |
| Neudorf (Standort) | Siedlungen der Linearbandkeramik, der Stichbandkeramik/Gruppe Oberlauterbach und der Münchshöfener Kultur. | D-3-7038-0102 |      |
| Neudorf (Standort) | Siedlungen der Linearbandkeramik und der Stichbandkeramik/Gruppe Oberlauterbach.                           | D-3-7038-0103 |      |
| Neudorf (Standort) | Ein vorgeschichtlicher Grabhügel.                                                                          | D-3-7038-0426 |      |

### Gemarkung Oberhinkofen
| Lage                    | Objekt                                                                           | Akten-Nr.     | Bild |
| ----------------------- | -------------------------------------------------------------------------------- | ------------- | ---- |
| Oberhinkofen (Standort) | Siedlung der römischen Kaiserzeit, vermutlich eine villa rustica.                | D-3-7038-0233 |      |
| Oberhinkofen (Standort) | Siedlungen des Neolithikums, darunter der Linearbandkeramik, und der Latènezeit. | D-3-7038-0234 |      |

### Gemarkung Oberndorf
| Lage                 | Objekt                              | Akten-Nr.     | Bild |
| -------------------- | ----------------------------------- | ------------- | ---- |
| Oberndorf (Standort) | Grabhügel der mittleren Bronzezeit. | D-2-7038-0030 |      |

### Gemarkung Peising
| Lage               | Objekt                                     | Akten-Nr.     | Bild |
| ------------------ | ------------------------------------------ | ------------- | ---- |
| Peising (Standort) | Grabhügel vorgeschichtlicher Zeitstellung. | D-2-7038-0039 |      |

### Gemarkung Pentling
| Lage                | Objekt | Akten-Nr.     | Bild |
| ------------------- | --- | ------------- | ---- |
| Pentling (Standort) | Mittelalterlicher Turmhügel Schlössl (sog. Römerschanze), vorgeschichtliche Siedlung.                                              | D-3-7038-0015 |      |
| Pentling (Standort) | Siedlungen der Münchshöfener Kultur, der Bronzezeit und der Späthallstatt-/Frühlatènezeit, frühmittelalterliches Reihengräberfeld. | D-3-7038-0294 |      |
| Pentling (Standort) | Siedlungen der Stichbandkeramik/Gruppe Oberlauterbach und der Urnenfelderzeit.                                                     | D-3-7038-0304 |      |
| Pentling (Standort) | Abgegangene mittelalterliche Burg.                                                                                                 | D-3-7038-0430 |      |
| Pentling (Standort) | Archäologische Befunde und Funde im Bereich der Katholischen Kirche St. Johann Baptist in Pentling.                                | D-3-7038-0431 |      |
| Pentling (Standort) | Siedlung der Jungsteinzeit. | D-3-7038-0432 |      |
| Pentling (Standort) | Untertägige Befunde der hochmittelalterlichen Turmburg Unterpentling.                                                              | D-3-7038-0434 |      |
| Pentling (Standort) | Siedlung der älteren Jungsteinzeit (Linearbandkeramik).                                                                            | D-3-7038-0435 |      |
| Pentling (Standort) | Siedlung der römischen Kaiserzeit.                                                                                                 | D-3-7038-0437 |      |
| Pentling (Standort) | Mittelpaläolithische Freilandstation.                                                                                              | D-3-7038-0440 |      |
| Pentling (Standort) | Vorgeschichtliche Siedlung. | D-3-7038-0441 |      |
| Pentling (Standort) | Abri mit steinzeitlichen, metallzeitlichen und mittelalterlichen Funden.                                                           | D-3-7038-0454 |      |

### Gemarkung Poign
| Lage             | Objekt | Akten-Nr.     | Bild |
| ---------------- | --- | ------------- | ---- |
| Poign (Standort) | Siedlungen der Jungsteinzeit (Linearbandkeramik, Stichbandkeramik/Gruppe Oberlauterbach, Münchshöfener Kultur) und der Latènezeit. | D-3-7038-0053 |      |
| Poign (Standort) | Siedlungen der Jungsteinzeit (Stichbandkeramik/Gruppe Oberlauterbach) und der Hallstattzeit. | D-3-7038-0055 |      |
| Poign (Standort) | Paläolithische Freilandstation, Siedlungen der Jungsteinzeit und der Bronzezeit. | D-3-7038-0056 |      |
| Poign (Standort) | Endpaläolithische Freilandstation, Siedlungen der Jungsteinzeit und der Bronzezeit. | D-3-7038-0058 |      |
| Poign (Standort) | Siedlungen der Jungsteinzeit und der Latènezeit. | D-3-7038-0059 |      |
| Poign (Standort) | Frühmittelalterliches Reihengräberfeld. | D-3-7038-0060 |      |
| Poign (Standort) | Siedlungen der Jungsteinzeit (Linearbandkeramik, Stichbandkeramik/Gruppe Oberlauterbach, Endneolithikum), der Bronzezeit, der Urnenfelderzeit, der Frühlatènezeit und der römischen Kaiserzeit.                                                          | D-3-7038-0061 |      |
| Poign (Standort) | Paläolithische Freilandstation, Siedlung der Jungsteinzeit (Münchshöfener Kultur). | D-3-7038-0062 |      |
| Poign (Standort) | Vorgeschichtlicher Bestattungsplatz mit Grabhügeln. | D-3-7038-0063 |      |
| Poign (Standort) | Spätkeltische Viereckschanze. | D-3-7038-0064 |      |
| Poign (Standort) | Siedlungen der Jungsteinzeit (Stichbandkeramik/Gruppe Oberlauterbach, Münchshöfener Kultur) und des frühen Mittelalters, Siedlungen oder Gräber der Spätbronzezeit und der Hallstattzeit, vorgeschichtlicher Bestattungsplatz mit verebneten Grabhügeln. | D-3-7038-0065 |      |
| Poign (Standort) | Neolithische Siedlung, verebnete spätkeltische Viereckschanze. | D-3-7038-0067 |      |
| Poign (Standort) | Siedlung vor- und frühgeschichtlicher Zeitstellung. | D-3-7038-0068 |      |
| Poign (Standort) | Siedlung vor- und frühgeschichtlicher Zeitstellung. | D-3-7038-0082 |      |
| Poign (Standort) | Neolithische Siedlung. | D-3-7038-0085 |      |
| Poign (Standort) | Siedlung vor- und frühgeschichtlicher Zeitstellung. | D-3-7038-0086 |      |
| Poign (Standort) | Siedlung der Jungsteinzeit. | D-3-7038-0491 |      |

### Gemarkung Sinzing
| Lage               | Objekt                                     | Akten-Nr.     | Bild |
| ------------------ | ------------------------------------------ | ------------- | ---- |
| Sinzing (Standort) | Mittelalterlicher Burgstall Schwarzenfels. | D-3-7037-0003 |      |

### Gemarkung Wolkering
| Lage                 | Objekt                      | Akten-Nr.     | Bild |
| -------------------- | --------------------------- | ------------- | ---- |
| Wolkering (Standort) | Vorgeschichtliche Siedlung. | D-3-7038-0046 |      |